# Great Pretender
Great Pretender (яп. グレートプリテンダー гурэ:то пуритэнда:) — оригинальный аниме-сериал, созданный на студии Wit Studio режиссёром Хиро Кабураги по сценарию Рёты Косавы. Премьера состоялась 2 июня 2020 года на Netflix, телевизионная трансляция началась 8 июля и продлилась до 16 декабря 2020 года на Fuji TV.
На основе аниме была выпущена манга.

## Сюжет
Макото и Кудо, промышляющие мошенничеством и кражами, случайно грабят всемирно известного афериста — Лорана, которому подчиняется даже мафия. Оказывается, что обманули не они, а их. Теперь, чтобы загладить свою вину, им приходится выполнять поручения и задания француза.

## Персонажи
- Макото Эдамура (яп. 枝村真人) — главный герой, называющий себя «лучшим аферистом Японии», но довольно быстро оказывающийся втянутый в мошеннические схемы гораздо круче, чем он привык[3]. Лоран прозвал его «Эдамамэ». Сэйю: Тиаки Кобаяси.
- Лоран Тьерри (яп. ローラン・ティエリー) — известный французский аферист. Обманывает только тех, кто нажил своё состояние благодаря обману и коррупции. Сэйю: Дзюнъити Сувабэ.
- Эбигейл Джонс (яп. アビー・ジョーンズ) — правая рука Лорана. Бывшая балерина. Сэйю: Нацуми Фудзивара.
- Синтия Мур (яп. シンシア・ムーア) — одна из сообщниц Лорана, которая использует свои актёрские способности и обаяние для манипуляции жертвами. Сэйю: Миэ Сонодзаки.
- Кудо (яп. 工藤) — сообщник Макото, босс на его прежней работе. Сэйю: Ёхэй Тадано.

## Медиа

### Аниме
Работа над сериалом началась в июле 2016 года, но о создании аниме было объявлено только в 2019 году на фестивале Anime Expo. Аниме изначально представлялось как «международное», и его действие должно было разворачиваться по всему миру. Дизайнер персонажей Ёсиюки Садамото сказал в интервью, что тщательно работал над всеми героями и ему приходилось учитывать этническую принадлежность каждого из них. Тема истории о мошенниках показалась сценаристу Рёте Косаве как нельзя актуальной в обществе, настолько наполненном информацией и где сложно сказать, что ложь, а что правда. До этого ему не приходилось много работать над аниме, в основном создавая сценарии для игровых фильмов, поэтому, по его словам, к сценарию Great Pretender он подошёл так же, как и к сценариям фильмов с живыми актёрами. Режиссёр Хиро Кабураги признался, что для работы над первой серией ему пришлось во всю полагаться на Google, так как действие разворачивалось в Лос-Анджелесе, где он никогда прежде не был. И хотя временами география может отличаться, она остаётся вполне узнаваемой — пробки на шоссе, знак Голливуда, даже рестораны In-N-Out. Почти половину первой серии персонажи разговаривают на английском языке вместо японского и, по словам Кабураги, актёрам пришлось очень много практиковаться для этого. Другим языком, с которым им пришлось справляться, стал китайский — персонажи используют его, оказавшись в Шанхае.
Заглавной темой аниме стала песня «The Great Pretender» в исполнении Фредди Меркьюри. Композитор Ютака Ямада использовал джазовые мотивы при работе над саундтреком сериала.
Премьера аниме только для Японии состоялась 2 июля 2020 года в сервисе Netflix. Стриминг выпускает по одному «делу» раз в неделю, каждое дело занимает около 5 серий. Netflix также эксклюзивно транслирует аниме по всему миру, но с задержкой от японского релиза. Премьера сериала на телевидении прошла 8 июля 2020 года на канале Fuji TV в блоке +Ultra. Аниме шло 2 кура и состоит из 23 серий.

### Манга
Манга-адаптация аниме выходит на сайте Mag Comi издательства Mag Garden и сервисе Line Manga с 10 июня 2020 года. 10 июля 2020 года был издан первый том.

## Критика
Несмотря на обычно подозрительное отношение к Netflix Original Anime Great Pretender положительно выделяется среди них. Аниме во многом схоже с сериалами Lupin the Third и так же увлекательно. Персонажи демонстрируют отличную командную работу, что помогает им обманывать практически мультяшных злодеев. Их можно было бы сравнить с современными Робин Гудами, если бы полученные деньги они не оставляли себе. Каждая из сюжетных арок фокусируется на одном из центральных персонажей, его прошлом, причинах, приведших его к текущей жизни, дополняя образы. Некоторые из второстепенных героев тоже хороши, подчеркивая темы арок, в которых они появляются.
Аниме не является излишне глубокомысленным, но в нём достаточно эмпатии, чтобы быть интересным в том числе и взрослому зрителю.